# 丁雲鵬

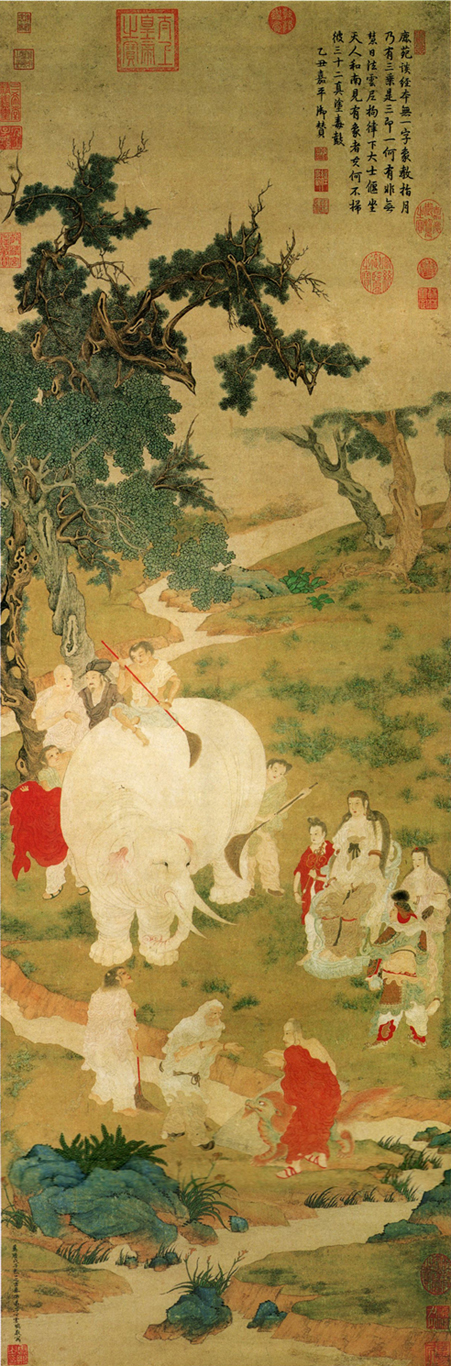
掃象図　紙本墨画 台北国立故宮博物院

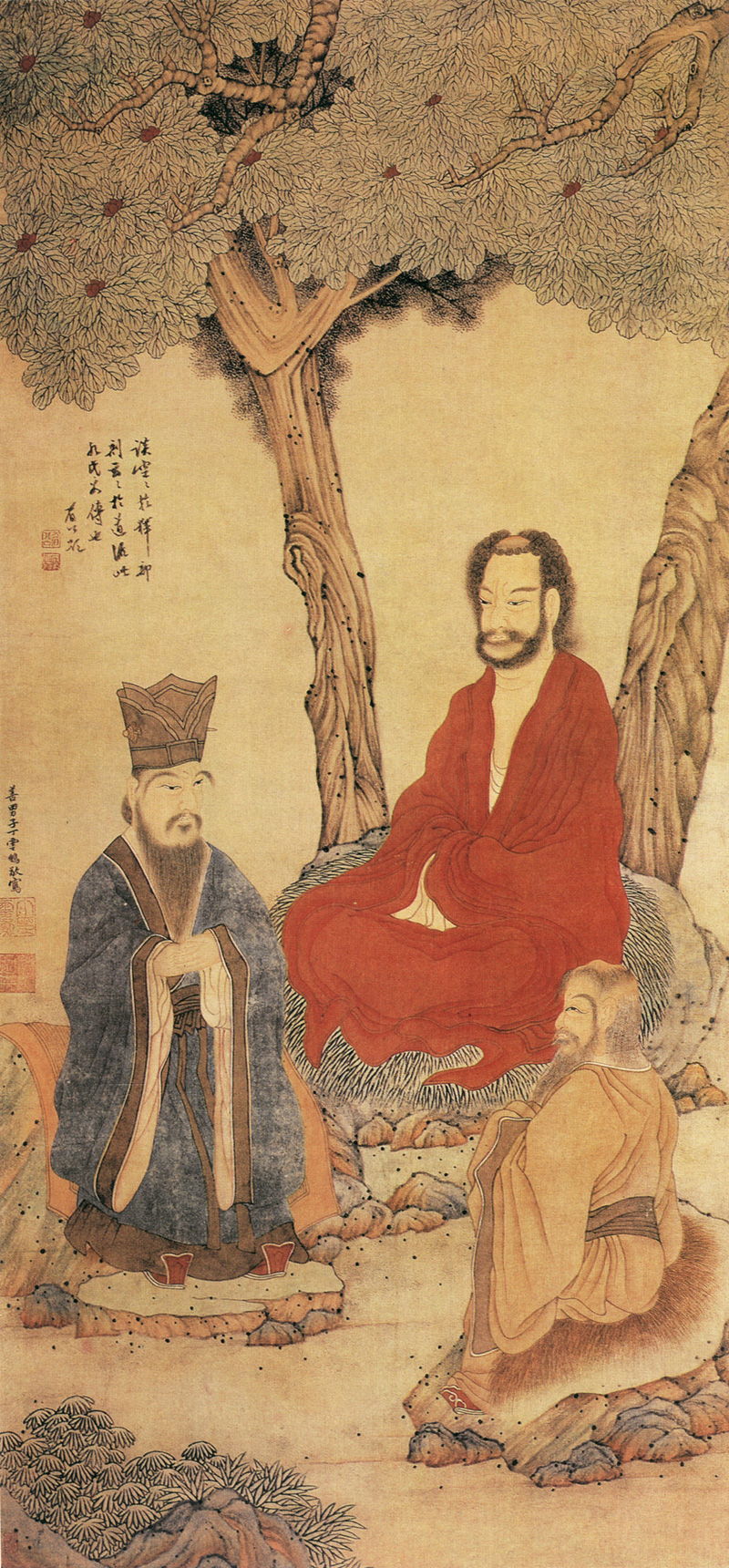
三教図 北京故宫博物院

丁 雲鵬（てい うんぽう、嘉靖26年（1547年） - 崇禎元年（1628年））は、中国明代末期に活躍した画人である。白描画に精通し、人物画に優れた。また多くの木版画を制作しその発展に貢献した。字は南羽、号は聖華居士。徽州府休寧県の人。

## 略伝
丁雲鵬は士大夫の出身でありながら画人として宮廷に仕えた。詹景鳳に画を学んだ後、董其昌との交友から画法を受けている。山水も能くしたが、呉道子に師法し仏画や人物画を得意とし、その着色は元代の銭選の技法によったものとされる。また北宋の李公麟の画法を採り入れ白描画に精通し、とりわけ羅漢図は秀逸であった。明代は山水図が全盛であったため人物図は永らく停滞していたが、丁雲鵬らの活躍によってようやく大きく進展した。師の董其昌はこの業績を「300年来の快挙」と称賛し、方薫は『山静居画論』でその人物図を「容姿颯爽、筆力雄偉」と評している。
丁雲鵬の故郷である徽州は彫板や製墨業が発達し出版事業が盛んであったことで多くの挿絵を描いている。方于魯の編集した『墨苑』に精妙な挿絵が描かれている。またこのような出版の関係から木版画の発達にも貢献した。著作に『丁南羽集』がある。

## 代表作
- 「夏山浴雨図」1618年、山水図
- 「待朝図」人物図、1592年
- 「掃象図」仏画、1588年、台北国立故宮博物院
- 「白馬駄経図」仏画、1625年、台北国立故宮博物院
- 「玉川煮茶図」人物図、北京故宮博物院